# Yauheni Seniushkin
Yauheni Seniushkin, né le 18 avril 1977 à Mazyr, est un coureur cycliste biélorusse. Professionnel de 2000 à 2003, il a notamment remporte le Trophée Matteotti.

## Palmarès
- 1996
  - Tour de Macédoine
- 1997
  - 3e du championnat de Biélorussie du contre-la-montre
- 1998
  - Florence-Empoli
  - Trofeo Comune di Lamporecchio
  - Gran Premio San Rocco
- 1999
  -  Champion de Biélorussie sur route
  - Giro del Canavese
  - Trofeo Pietra d'Oro
  - 1re étape du Tour de Toscane espoirs
- 2000
  - Trophée Matteotti
- 2001
  - 2e du Tour du lac Majeur

## Résultats sur les grands tours

### Tour d'Italie
2 participations
- 2000 : abandon
- 2002 : 126e

### Tour d'Espagne
1 participation
- 2001 : abandon